# جويليم موراليس
جويليم موراليس (بالإسبانية: Guillem Morales)‏ هو مخرج إسباني، ولد في 1975 في برشلونة في إسبانيا.

## وصلات خارجية
- جويليم موراليس على موقع IMDb (الإنجليزية)
- جويليم موراليس على موقع روتن توميتوز (الإنجليزية)
- جويليم موراليس على موقع ألو سيني (الفرنسية)
- جويليم موراليس على موقع أول موفي (الإنجليزية)
- جويليم موراليس على موقع قاعدة بيانات الأفلام السويدية (السويدية)
- جويليم موراليس على موقع قاعدة بيانات الفيلم (الإنجليزية)
- جويليم موراليس على موقع كينوبويسك (الروسية)